# Slovenien och eurosamarbetet
Slovenien har euron som valuta sedan den 1 januari 2007. Euron är Europeiska unionens officiella valuta, som används i många av Europeiska unionens medlemsstater och ett antal andra stater utanför unionen. De länder som använder euron kallas gemensamt för euroområdet. De lägre valörerna av euron utgörs av mynt, medan de högre valörerna utgörs av sedlar. Euromynten har en gemensam europeisk sida som visar värdet på myntet och en nationell sida som visar en symbol vald av den medlemsstat där myntet präglades. Varje medlemsstat har således en eller flera symboler som är unika för just det landet.
För bilder av den gemensamma sidan och en detaljerad beskrivning av mynten, se artikeln om euromynt.
Alla slovenska euromynt pryds av olika motiv. De slovenska mynten var också först med att präglas av den nya designen på den gemensamma framsidan. 1-centmynten präglas av en stork, 2-centmynten av "prinsens sten", 5-centmynten av Ivan Grohars målning The Sower, 10-centmynten av Jože Plečniks idé för ett nytt slovenskt parlament, 20-centmynten av lipizzaner, 50-centmynten av Sloveniens högsta berg Triglav, 1-euromynten av Primož Trubar och slutligen 2-euromynten av France Prešeren. På varje slovenskt euromynt står det Slovenien på slovenska och en text som förklarar vad myntets motiv är för något samt det årtal då myntet är präglat.
Sloveniens gamla valuta, slovensk tolar, kan växlas in hos landets centralbank fram till 31 december 2016 för mynt respektive obegränsad tid för sedlar.
Slovenien har präglat en serie mynt och fyra versioner av 2-euro jubileumsmynt.